# حركة الشبيبة الديمقراطية التقدمية

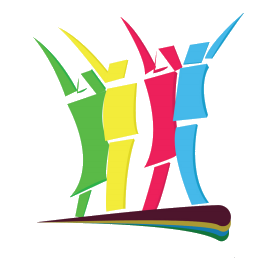
رمز حركة الشبيبة الديمقراطية التقدمية

حركة الشبيبة الديمقراطية التقدمية (اختصارًا: حشدت، بالفرنسية: *Mouvement de la Jeunesse Démocratique Progressiste – MJDP*)، هي حركة سياسية شبابية ذات توجه يساري معارض في المغرب. تُعد الذراع الشبابي لحزب فدرالية اليسار الديمقراطي.
تهدف الحركة إلى تأطير الشباب المغربي الذين تتراوح أعمارهم بين 18 و34 سنة، عبر تمكينهم من الانخراط في مختلف المجالات الفكرية، والثقافية، والفنية، والتربوية، والسياسية، وغيرها. وتسعى إلى نشر الوعي السياسي وتكوين جيل شبابي ملتزم بقيم التقدم والديمقراطية والعدالة الاجتماعية.

## أهم محطات الحركة
حركة الشبيبة الديمقراطية التقدمية هي امتداد لمجموعة من التجارب اليسارية المختلفة - الماركسية واللينينية.. - التي ناضلت عبر منظمات علنية وسرية ك منظمة 23 مارس.
مرت الحركة بعدة مراحل:
انعقد المؤتمر التأسيسي للحركة في شتنبر 1985 باسم حركة الشبيبة الديمقراطية (حشد).
بعد المؤتمر الرابع الذي كان بفاس سنة 2004 اندمج الشباب اليساري فيها الذي كان محسوبا على باقي تنظيمات اليسار: المستقلون الديمقراطيون والحركة من أجل الديمقراطية وفعاليات يسارية أخرى وأصبح اسم الحركة " حركة الشبيبة الديمقراطية التقدمية (حشدت).
و في سنة 2005 التحق أيضا شباب جمعية الوفاء الديمقراطية وتم الاحتفاظ بنفس الاسم للحركة (حشدت).
2011 انخرطت الحركة بشكل جاد ومسؤول بحراك 20 فبراير.
2019 تم عقد المؤتمر السابع للحركة بعد خفض سن الشبيبة من 36 سنة إلى 34 سنة وتم إلغاء كوطا النساء كخطوة جريئة وايمانا بالمساواة الفعلية. وخلال هذه التعديلات ولأول مرة بتاريخ الحركة تم انتخاب شابة (27 سنة) على رأس الحركة: زينب احسان.
2021 تم فك الارتباط السياسي مع الحزب الاشتراكي الموحد بناء على عدم التزام الحزب بتعاقداته ومقررات المؤتمر الوطني الرابع فيما يخص وحدة اليسار (الاندماج مع حزب الطليعة الاشتراكي والمؤتمر الوطني الاتحادي)، عقدت الحركة اجتماعا للهيئة التقريرية أي اللجنة المركزية وقررت فك الارتباط انتصارا لوحدة اليسار والإسهام في بناء الحزب اليساري الكبير بالمغرب إلى جانب الشبيبة الطليعية ومنظمة الشباب الاتحادي.

## مرجعية الحركة
شبيبة يسارية تتبنى الاشتراكية العلمية كمنهاج لمقاربة الواقع يسمح بضبط تناقضاتنا كجسم شبيبي من جهة والخيارات اللاشعبية واللاوطنية للتحالف الطبقي المسيطر من جهة ثانية. وتتقاطع الحركة مع الخط السياسي للحزب الاشتراكي الموحد.
تعمل الحركة من أجل البناء الجماعي وإحداث النقلة النوعية الضرورية الاستنهاض الفعل الشبابي اليساري من أجل أداء دوره في النضال الديمقراطي الجماهيري العام حيث تعتبر هذا النضال له غاية سياسية بامتياز لأنها تعبر عن إرادة أصحابها في النضال من أجل المساهمة في بناء رؤية الحركة ومعها الحركة اليسارية المغربية ضد كل أشكال التشكيك والتيئيس، من أجل استنهاض الفعل النضالي اليساري وإعادة سكة النضال السياسي إلى مجالها الطبيعي مجال النضال الجماهيري الشعبي التقدمي من أجل بلورة قواعد بناء الدولة الديمقراطية بمدخل الاصالاح الدستوري والسياسي اللازم لفتح الطريق أمام نشوء التوازن الضروري والمتجدد بين الدولة والمجتمع كشرط ضروري للحياة سياسية سليمة تتيح التداول السلمي على السلطة بشكل ديمقراطي يقطع مع منطق أشكال تدخل الدولة المخزنية والريع السياسي.
تعمل الحركة أيضا على تحرر العملية السياسية من قبضة مفاهيم تقليدية في مخاطبة الواقع والمستقبل وفي بناء الاستراتيجيات لأجل فتح المجال أمام مفاهيم تجددية لها دالالتها في صناعة واقع جديد يدور على قيم حقوق الإنسان كما هًهو متعارف عليها عالميا وضمان ممارسة الحريات العامة وإقرار العدالة الجتماعية، مما يتطلب ضرورة تحديد القوي السياسية والمجتمعية المسافة بوعي كبير من الهيمنة المخزنية كمعيار حاسم في بناء أي نوع من أنواع التكتالات المستقبلية القادرة على النهوض بالمهمة التاريخية لبناء الديمقراطية.
تضع على عاتقها المساهمة الفعالة في مهام الدفاع عن العلمانية كمدخل ضروري لتحرير المجال السياسي والثقافي من الهيمنة الأوتوقراطية الماقبل حداثية واعتبارها –العلمانية- شرطا لكل تغيير ديمقراطي، مما يفرض علينا النضال ضد كل المشاريع السياسية القرسطوية- الرجعية الفاشية التي تستهدف تأبيد العبودية والإستغلال.
تصطف الحركة إلى جانب الحركة اليسارية الأممية المعادية والمقاومة لعولمة الرأسمال المتوحش بالنضال إلى جانب الحركات الاجتماعية والسياسية المقاومة للمطامع النيوليبرالية.

## الحركة في صلب النضال الديمقراطي
تعتبر الحركة ان تحقيق حاجيات الشباب المغربي رهين ببناء نظام ديمقراطي كمقدمة للنضال من أجل الاشتراكية. ان الحركة تناضل من أجل:
- نظام ديمقراطي يرتكز على فصل السلط، ويستمد مشروعيته من السلطة الشعبية باعتبارها أسمى سلطة؛
- دستور ديمقراطي شكلا ومضمونا يقر بالدولة المدنية، التي تتعارض مع الدولة الدينية أو العسكرية؛
- الاحترام التام لحقوق الإنسان كما هو منصوص عليها في المواثيق الدولية، واعتبار هذه الأخيرة أسمى من القوانين الوطنية؛
- اعتماد اللغة الأمازيغية في كل مناحي الحياة الادارية والتعليمية والاعلامية، وحماية الثقافة الأمازيغية، إلى جانب الإسلام والعربية واليهودية والأفريقية، كمكونات أساسية للهوية المغربية الغنية والمتنوعة؛
- بناء اقتصاد وطني وممنتج متحرر من كل أشكال التبعية، ويضع حدا لاستمرار اقتصاد الريع. وتوجيه الاسثتمارات لتحسين وتقوية البنيات والتجهيزات الأساسية وتطوير البحث العلمي والتكنولوجي؛
- اعتبار الدولة راعية ومسؤولة على تقديم الخدمات الاجتماعية الأساسية: الشغل، الصحة، التعليم.. .الخ
- تمكين المرأة من كل الحقوق بما يحقق تحررها الكامل؛
- المساهمة في المشروع الثقافي الديمقراطي- الحداثي المستوعب للاجتهادات المشرقة في ثراتنا العربي - الإسلامي بعيدا عن القراءات الفقهية المغلقة، والتصدي بحزم لسياسة مخزنة الثقافة.
- حماية البيئة، كإطار للعيش المشترك، من المخاطر التي تتهددها بفعل الاستغلال غير العقلاني للإمكانات الطبيعية؛
- المساهمة في النضال من أجل دمقرطة الاطارات الجماهيرية المناضلة.
- بناء علاقات التعاون مع المنظمات الشبيبية اليسارية تعزيزا للنضال المشترك من أجل التحرر من الاستبداد ومواجهة الأصولية في المنطقة، وخلق روابط العمل المشترك مع الشبيبات اليسارية في العالم لمواجهة السيطرة الأمبريالية، ودعم نضالات الشعوب من أجل الحرية وفي مقدمتها حق الشعب الفلسطيني في إنشاء دولته المستقلة وعاصمتها القدس.